# Уругвайско-швейцарские отношения
Уругва́йско-швейца́рские отноше́ния — двусторонние дипломатические отношения между Уругваем и Швейцарией. Государства являются членами Организации Объединённых Наций.
Между странами сложилась долгая история экономических контактов, после установления дипломатические отношения в 1828 году. Начиная с 1860-х годов Уругвай стал популярным местом для швейцарских мигрантов. В XX веке Уругвай считал Швейцарию образцом государственного устройства, а их исторические и культурные связи восходят как минимум к XIX веку. В 2008 году в Уругвае проживало 956 человек со швейцарскими паспортами. Уругвай был описан как «Американская Швейцария» в статье The New York Times в 1951 году из-за его популярности как убежища для капитала, бегущего из Европы в то время, и принятия им банковских законов, вдохновленных Швейцарией. Томас Дж. Найт также писал, что «Уругвай на протяжении большей части своей истории был „Швейцарией“ в Южной Америке».

## История
В 1860 году базельский банк Siegrist und Fender приобрел сельскохозяйственные угодья в Уругвае. Вскоре первые швейцарские граждане переехали в Уругвай с целью обработки земли в качестве фермеров, где они основали колонию Нуэва-Эльвесия примерно в 1862 году. В 1931 году Уругвай планировал принять парламентскую систему швейцарского типа.
Во время обеих мировых войн Швейцария выступала посредником между Уругваем и Германией. Ближе к концу Первой мировой войны после инцидента, когда германская подводная лодка захватила делегацию, направленную уругвайцами во Францию, Уругвай через посредничество Швейцарии задал вопрос, понимает ли Германия, что началась война между двумя странами. Во время Второй мировой войны Швейцария представляла интересы Уругвая в Германии, Италии, Венгрии и Франции.
С 1944 года в Уругвае находится Швейцарская торговая палата. После окончания Корейской войны Уругвай принял банковские законы в швейцарском стиле и стал именоваться «Американской Швейцарией».
В 2008 году экспорт Швейцарии в Уругвай составил сумму 127,6 млн швейцарских франков, а экспорт Уругвая в Швейцарию составил сумму 66 млн швейцарских франков.

## Население
Граждане Уругвая, проживающие в Швейцарии, не включает лиц, имеющих двойное гражданство:
| Год  | Население |
| ---- | --------- |
| 1995 | 688       |
| 2000 | 563       |
| 2005 | 491       |
| 2007 | 478       |

## Двусторонние соглашения
- Договор об экстрадиции от 27 февраля 1923 года[14];
- Торговое соглашение от 4 марта 1938 года[1][15];
- Соглашение о воздушном транспорте от 16 сентября 1960 года[16];
- Соглашение о поощрении и защите инвестиций от 7 октября 1988 года, вступило в силу 22 апреля 1991 года[1][17][18].

## Дипломатические представительства
- Уругвай имеет посольство в Берне[19].
- У Швейцарии есть посольство в Монтевидео[20].